# Kvantdator

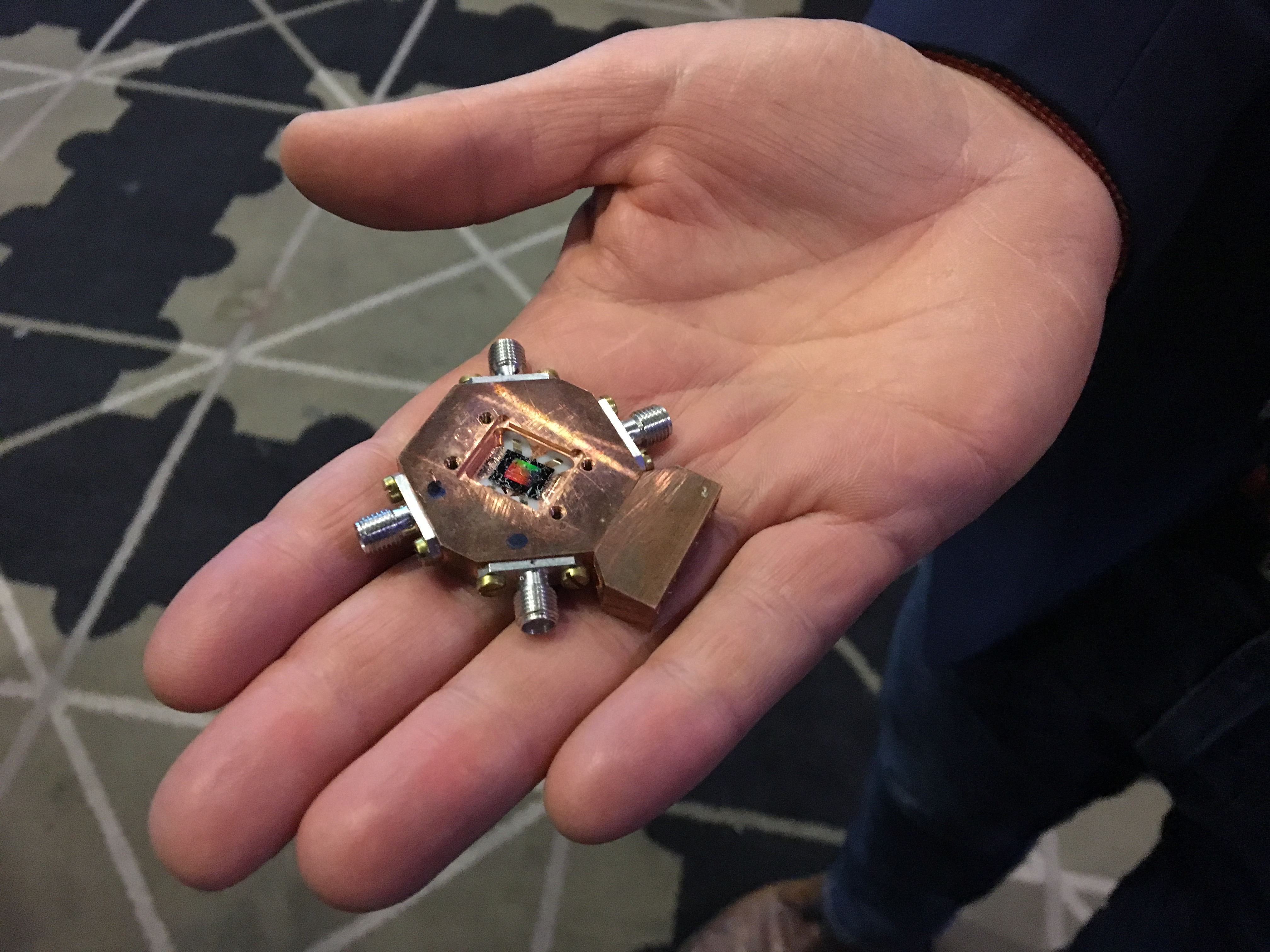
En 3-kvantbitsprocessor

En kvantdator är en beräkningsenhet som använder kvantmekaniska fenomen för att utföra flera beräkningar samtidigt. Kvantdatorer har i allmänhet enbart fast kopplad logik (hårdvara), jämförbart med traditionell digitalteknik, men sedan 2016 förekommer även omprogrammeringsbara kvantdatorer, som styrs av mjukvara.
En konventionell binär kalkylator såväl som en binär dator, består i princip av två komponenter: en aritmetisk-logisk enhet och ett minne. Den aritmetisk-logiska transistorbaserade enheten kan skriva och läsa nollor och ettor till och från det kondensatorbaserade minnet som principiellt antar endera av två specifika lägen, logiskt representerat av 0 eller 1, det vill säga det binära talsystemet. Beräkningsresultat mellanlagras i minnet. I en generell dator lagras dessutom ett program i minnet och kan förändras under beräkningens gång, och styra beräkningarna. Alla tal och texter måste "översättas" till långa serier av binära 1:or och 0:or. Olika beräkningar kräver olika antal logiska beräkningssteg. Fortast går upp eller nedräkning med ett samt multiplikation med 2, sådana beräkningar behöver vanligen endast en operation för att erhålla ett korrekt resultat. Däremot tar division mellan två heltal och svar i form av heltal och restvärde flera operationer i anspråk, och ändå fler för division mellan två flyttal där många decimaler önskas.
Kvantdatorn består i princip av ett enda minnesregister, och de logiska operationerna utförs direkt på minnet. Minnesregistret utgörs av en koherent kvantmekanisk vågfunktion som beskrivs av Schrödingers vågekvation. Minnesregistret kan liknas vid vattenytan på en sjö, och programmet vid vindstötar som river upp vågor och skapar komplicerade interferensmönster. Dessa mönster innehåller all information om hur vågorna skapades och utvecklades. Det är informationen i detta mönster av kvantvågor som utnyttjas för beräkningar med kvantdatorer.
Kvantdatorns naturliga styrka är att den är byggd av koherenta kvantmekaniska system - atomer, molekyler, joner, kvantpunkter i halvledare, defekter i diamant, eller supraledande kretsar - och därför på ett naturligt sätt kan beräkna och simulera kvantmekaniska fenomen. Till exempel kan kvantdatorer i princip effektivt beräkna strukturen hos en molekyl, eller magnetismen i ett material – något som blir omöjligt för vanliga klassiska datorer när problemen växer i storlek. Kvantdatorns överlägsenhet när det gäller att beräkna materiens egenskaper på mikroskopisk nivå är just nu en av de viktigaste drivkrafterna för att bygga användbara kvantdatorer.
För generella matematiska beräkningar är kvantdatorer inte snabbare än dagens datorer. Däremot är kvantdatorn överlägsen i vissa speciella fall där beräkningen kan utnyttja kvantmekaniska egenskaper som superposition och sammanflätning: de mest kända fallen är faktorisering av stora tal i produkter av primtal och sökning i databaser med kvantinformation.

## Historik
Principerna för klassiska datorer utvecklades under 1940–1950 talen av John von Neumann, Alan Turing och Claude Shannon. Kring 1960 argumenterade den amerikanske fysikern Richard Feynman för "There's Plenty of Room at the Bottom" (det finns massor av utrymme nere på botten), med vilket han menade att det borde vara möjligt att miniatyrisera elektroniska komponenter ner till nanometerstorlek. Samtidigt argumenterade Feynman för att datorer baserade på kvantmekaniska system borde vara mest effektiva för att göra beräkningar på mikroskopiska system, till exempel molekyler. David Finkelstein inspirerades av Feynman till att formulera hur en klassisk dator skulle kunna transformeras till en kvantdator. Tanken att konstruera en supersnabb kvantdator väcktes på allvar av den ryske matematikern Jurij Manin 1980 , av Richard Feynman 1982 och David Deutsch 1985.
Grunden för utvecklingen av fungerande kvantdatorer är utvecklingen av kärnmagnetisk resonans (NMR) (samma som i medicinsk avbildning, MRI) och atomklockor sedan 1940-talet. Detta ledde till de första kvantdatorexperimenten med molekyler (NMR) och jonfällor. Shors faktoriseringsalgoritm kördes för första gången på en NMR-molekyldator bestående av ett perfluorobutadienyl-järnkomplex med 7 atomer (kvantbitar), med resultatet att 15=3x5 . Det verkar kanske inte imponerande, men demonstrationen representerade likväl ett genombrott. NMR varit en av kvantdatorpionjärerna när det gäller att demonstrera grundläggande operationer och algoritmer, men har i praktiken nått en gräns vid 12 kvantbitar - NMR-teknologin är inte skalbar till stora system.
Jonfälleteknologin är däremot skalbar till stora system, och den har utvecklats till ett realistiskt alternativ för att bygga användbara digitala kvantdatorer som kan överglänsa klassiska datorer.
Supraledande kretsar med Josephsonövergångar är en annan skalbar teknologi som har utvecklats dramatiskt under de senaste 20 åren, från den första supraledande kvantbiten 1999 till dagens situation med funktionella supraledande processorchip med upp till 17 kvantbitar, och med 50 kvantbitar runt hörnet (planerat för hösten 2017 av John Martinis, Google). Omkring 45 kvantbitar har tidigare varit gränsen för vad som kan simuleras med en klassisk superdator, och ett processorchip med 50 kvantbitar skulle därför kunna demonstrera kvantöverlägsenhet (Quantum supremacy). Den här gränsen har nu flyttats fram till kring 60 kvantbitar eftersom en grupp från IBM har demonstrerat ett smart sätt att få en klassisk dator att simulera ett testprogram med 56 kvantbitar.
Beträffande möjliga arkitekturer för kvantdatorer måste också nämnas en 3D-arkitektur utvecklad av Yale med kvantbitar inneslutna i 3D-resonatorer (kaviteter) i en form av kvantoptik med mikrovågor. Fördelen är att kvantelementen kan göras feltoleranta, och fel som uppkommer kan korrigeras relativt lätt. Varje kvantbit blir då i princip en logisk kvantbit. Det återstår att se hur denna arkitektur kommer att utvecklas till system med 50 (logiska) kvantbitar.
Vid sidan av kvantdatorutvecklingen har D-Wave Systems i Vancouver under 15 år utvecklat en array processor med 2000 Josephson-element för ”kvantglödgning” (quantum annealing). Processorelementen är i princip kvantbitar med kort koherenstid, vilket medför att processorn inte kan fungera som en kvantdator - däremot uppvisar den ett mått av koherens och sammanflätning (entanglement) som gör att kvantmekaniska effekter (till exempel tunnling) kan snabbare leda till energiminima än vad en klassisk dator klarar av. Den kan alltså användas för optimeringsproblem, där det gäller att hitta närmaste vägen till lägsta punkten i ett energilandskap. D-Waves array processorer har på senare tid testats mot optimeringsrutiner på klassiska datorer. Förutom i vissa specialfall, som är gjorda för D-Wave-arkitekturen, uppvisar D-Wave 2000Q (i likhet med dess föregångare) hittills ingen ökad processorhastighet jämfört med de bästa optimerade klassiska programmen körda på klassiska processorer.
För en utförlig tidslinje för utvecklingen av kvantdatorer, se ”Timeline of quantum computing”.

## Kvantbitar
Den grundläggande enheten i kvantdatorer är kvantbiten eller "qubit". Kvantbitarna fungerar som logiska värden i ett minnesregister. I minnesregistret i vanlig dator kan minnescellerna (”bits”) bara anta värdena 0 eller 1. Ett tomt register ser då ut som 0000…00, och ett fullt register som 1111…11. Under arbetets gång kan registret se ut som vad som helst däremellan, till exempel 1011…01 vid en bestämd tidpunkt, och som 0011..10 vid en annan tidpunkt.
Däremot, i en kvantdator utgörs minnet av en uppsättning kvantbitar som inte bara kan anta värdena 0 eller 1 utan också superpositioner av 0 och 1. Om 0 svarar mot Nordpolen på en jordglob och 1 svarar mot Sydpolen så kommer en viss superposition av 0 och 1 att svara mot en punkt någonstans på jordglobens yta. Om man varierar vikten av 0 och 1 i superpositionen kan kvantbiten beskriva varenda punkt på jordgloben – oändligt många värden och möjligheter. Konsekvensen blir att man kan sätta ett helt minnesregister med kvantbitar i superposition: minnet kan samtidigt vara i olika tillstånd, t.ex. 1011…01 och 0011..10. Man kan till och med sätta kvantregistret i en superposition av samtliga registervärden mellan 0000…00 och 1111…11. Detta ger kvantdatorn i princip en exponentiell fördel över en klassisk dator – en kraftfull inbyggd parallellism.
Till detta kommer en rent kvantmekanisk egenskap som binder ihop kvantbitarna genom så kallad ”sammanflätning” (”entanglement”). Detta ger informationen i kvantminnet en kollektiv karaktär som inte kan beskrivas som summan av de olika delarna av minnet. Sammanflätning bidrar till att ge kvantdatorer en exponentiell fördel över klassiska datorer för speciella klasser av problem.
Logisk kvantbit - Avläsning av kvantbitar bygger på sannolikheter och kan dessutom inte göras direkt utan att värdet påverkas av själva avläsningen. Detta problem löses med ett stort antal felkorrigerande kvantbitar. När man på detta sätt fått fram en felkorrigerad kvantbit, kallas den logisk kvantbit. Med omkring 300 logiska kvantbitar får man en dator som skulle kunna spela ett schackliknande spel, med lika många pjäser som det finns elementarpartiklar i universum. Kvantdatorns potential är med andra ord ofantlig och kan inte på något vis jämföras med dagens digitala datorer, varken funktionsmässigt eller i beräkningskapacitet.  

## Kvantalgoritmer
Beräkningar på datorer drivs av algoritmer, alltså program som specificerar i minsta detalj vad datorn skall göra.
I en klassisk dator kompileras algoritmerna ner till maskinspråk som direkt kontrollerar logiska enheter och minnesceller via elektriska impulser, vilket får de logiska kretsarna att skriva in och läsa ut data till och från minnet.
I en kvantdator kompileras algoritmerna också ner till maskinspråk som styr de enheter som kontrollerar kvantbitarna och som skriver och läser i kvantregistret. Denna process styrs helt av en klassisk dator – algoritmen lagras och utförs av en klassisk dator. De klassiska styrenheterna ser emellertid helt annorlunda ut: i kvantsystem med atomer och joner innehåller de typiskt lasrar som levererar resonanta ljuspulser till individuella atomer eller joner (kvantbitar) i kvantregistret. Kvantsystem baserade på halvledare eller supraledande kretsar använder typiskt mikrovågspulser för att adressera kvantbitarna via vågledare på chippet.
En kvantdator kan i princip göra allt en vanlig dator kan göra, men det är bara för speciella klasser av problem som kvantdatorn har en avgörande exponentiell fördel. Exempel på sådana algoritmer som utvecklats är Shors algoritm för primtalsfaktorisering av heltal, Grovers sök- och sorteringsalgoritmer, samt algoritmer för lösning av ekvationssystem. Men det finns ett helt zoo av relaterade matematiska problem.
Till detta kommer algoritmer som simulerar kvantmekaniska problem och system på en kvantdator. Detta kommer förmodligen att bli en av de viktigaste tillämpningarna för digitala kvantdatorer.

## Tillämpningar
Fastän det bara finns en handfull användbara algoritmer utformade för kvantdatorer, pekar utvecklingen mot att deras tillämpning kommer visa sig vida mer nyttig än dagens teknik för att simulera ett stort antal biologiska, kemiska och fysikaliska system. På så vis kan de bli standardverktyget för en hel mängd nya industrier, såsom läkemedels- och materialdesign. Detta beror på att det blir potentiellt möjligt att angripa helt nya problem genom att utföra parallellberäkningar med optimeringsalgoritmer med hjälp av ett relativt liten uppsättning kvantbitar — kanske så få som några hundra. För närvarande siktar man mot att kunna åstadkomma användbara resultat utan att tillämpa felkorrigering, vilket skulle kräva mångdubbelt fler kvantbitar för att skapa logiska feltoleranta kvantbitar.

## Det europeiska perspektivet
I mitten av november 2017 anslog forskningsfinansiären Knut och Alice Wallenbergs stiftelse 600 miljoner kronor för att utveckla det svenska kunnandet inom kvantteknologi. Arbetet sker genom Wallenberg Centre for Quantum Technology, WACQT, som leds av professor Per Delsing och har Chalmers tekniska högskola som värduniversitet. Utöver Chalmers ingår KTH och Lunds universitet med flera i arbetet. De tre universiteten bidrar tillsammans med svenska företag med ytterligare resurser, vilket ger kvantteknologicentrumet en total budget på närmare en miljard kronor. Målet för det största projektet inom centrumet är att bygga en kvantdator med 100 kvantbitar inom tio år. Kvantdatorbygget sker på Chalmers.
Något senare i november 2017 beslutade Europeiska unionen att inrätta ett tioårigt flaggskeppsprojekt på 1 miljard euro inom kvantteknologi. (Quantum computation, quantum simulation, quantum sensing and metrology, and quantum communication) med start i januari 2019.

## I populärlitteraturen
Kvantdatorer har förekommit i en del science fiction-litteratur, som exempelvis boken Nyaga av Peter Nilson.

## Svenskspråkig litteratur
- Johansson, Mikael (2024). Kvantdatorer. Värt att veta, 2. Helsingfors: Svenska Litteratursällskapet i Finland. ISSN 2984-0899 Libris 6prq1c8f4h50ptmg. ISBN 9789198815061. OCLC 1436735085. https://www.sls.fi/publications/kvantdatorer/